# ラ・フロンド
『ラ・フロンド』（La Fronde）は、フランスの女優、ジャーナリスト、フェミニストのマルグリット・デュランが女性解放運動の一環として1897年に創刊した日刊紙であり、世界で初めて執筆から校正、印刷まですべて女性が行うフェミニスト新聞である。第1号は1897年12月9日に刊行され、1903年から月刊紙になり、1905年に経営難と内部対立により廃刊となった。

## 概要

### 新聞名の意味
フロンド (fronde) は本来、石弓（カタパルト、投石器）を表し、絶対王政の確立につながった17世紀の貴族の反乱「フロンドの乱」以降、「批判、反抗、反逆、反乱、暴動」の意味で使われるようになった。したがって、「ラ・フロンド」は女性の反乱の意味である。

### 歴史

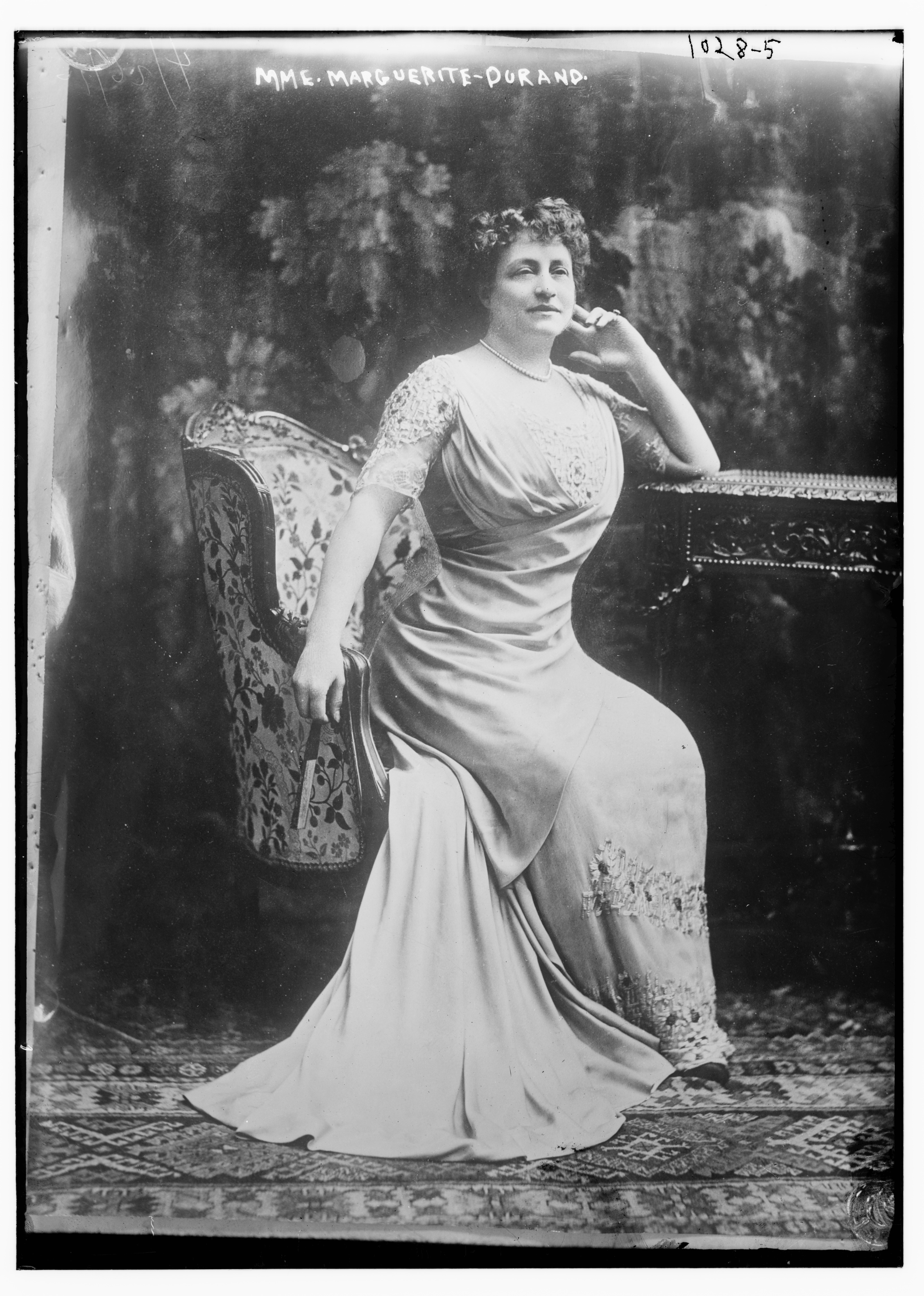
マルグリット・デュラン (1910年6月28日)

『ラ・フロンド』紙誕生のきっかけは、1896年、『フィガロ』紙の記者であったマルグリット・デュランが、レオン・リシェが1882年11月に設立し、ヴィクトル・ユーゴーが初代名誉会長を務めたフランス女性の権利連盟がパリで開催した国際女性会議（マリア・ポニヨン会長）を取材したことである。『フィガロ』紙は女性解放運動について多少の嘲笑を込めたユーモラスな記事を掲載したいと思っていたが、実際にこの会議を取材したデュランは、嘲笑するどころか、逆に、女性の権利のために闘う人々の「勝利に貢献することを社会的義務と考え」、「女性自身が女性の利益を守るために」と新聞を作る決意をした。
編集委員、コラムニスト、寄稿者はもちろん、校正や印刷もすべて女性のみで行った。宣伝ポスターを制作したのはクレマンティーヌ＝エレーヌ・デュフォーである。デュランはこれについて、当時は「たとえ事務員としてでも男性が関与していると、実際には男性が記事を書いている」と疑われるような時代であったため、調査報道や植字など従来「男の仕事」とされていた分野も含めて女性に職業能力があることを実証したかったと説明している。
『ラ・フロンド』紙はカトリック勢力に反対する反教権主義・共和派の立場から、女性労働問題を中心に女性の権利・地位向上に関する様々な問題を取り上げ、パリで女性問題に関する国際会議が開催されたときには事務局を務めた。

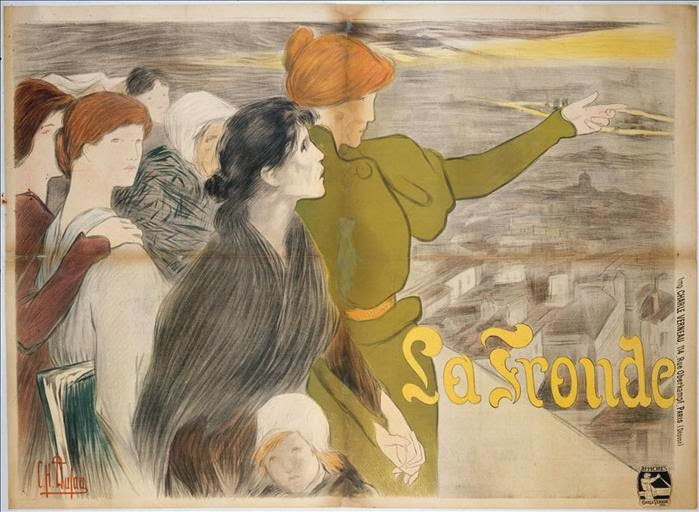
クレマンティーヌ＝エレーヌ・デュフォーによる『ラ・フロンド』(1897年) の表紙。

『ラ・フロンド』紙は「ペティコートの時代」と呼ばれ、最盛期には5万人の読者を得た。
『ラ・フロンド』紙は、1932年に設立されたフェミニズム資料館「マルグリット・デュラン図書館」（パリ市立図書館）が所蔵している。

### 編集委員
各界を代表する女性たちが編集委員を務めた。
- クレマンス・ロワイエ - 女性初のソルボンヌ大学教授、科学者。
- ジャンヌ・ショーヴァン（フランス語版） - 女性初のパリ公認弁護士。
- ポーリーヌ・ケルゴマール（フランス語版） - 女性初の公教育審議会委員。
- ジャンヌ・ロワゾー（フランス語版） - 女性作家として最初にレジオンドヌール勲章を受けた。
- マリア・ヴェローヌ - 女性で初めて重罪院（フランス語版）で弁護した弁護士、社会改革運動家。
- セヴリーヌ - 女性初の調査報道記者

### 主な寄稿者
編集委員以外の主な寄稿者：
- マルセル・ティナイエール（フランス語版） - 反教権主義的な小説で知られる作家。
- リュシー・ドラリュー＝マルドリュス（フランス語版） - 作家、歴史家、彫刻家、画家。
- ユベルティーヌ・オークレール - 『女性市民』紙を創刊した女性参政権運動家。
- アドリエンヌ・アヴリル・ド・サント＝クロワ（フランス語版） - 慈善活動家、女性参政権運動家、廃娼運動家。
- エレーヌ・セー (Hélène Sée) - 女性初の政治記者[6]。
- アレクサンドラ・ダヴィッド＝ネール（フランス語版） - 『チベット魔法の書』[7]を著した探検家。
- ルネ・ド・ヴェリアーヌ（フランス語版） - 彫刻家。
- マドレーヌ・ペルティエ - フランス初の女性精神科医、新マスサス主義（フランス語版）フェミニスト。
- ネリー・ルーセル - ジャーナリスト、新マルサス主義フェミニスト。
- クロティルド・ディサール（フランス語版） - ジャーナリスト、『フェミニスト評論』創刊者。
- オデット・ラゲール（フランス語版） - 教員、女性参政権運動家。
- マリア・ポニヨン - ジャーナリスト、女性解放運動家。
- ドロセア・クルンプケ（フランス語版） - アメリカ合衆国の天文学者、画家アンナ・クルンプケの妹。
- アリス・ラ・マジエール（フランス語版） - ジャーナリスト、作家、社会主義政治活動家。
- ガブリエル・プティ（フランス語版） - 社会主義、反教権主義、新マルサス主義フェミニスト。
- ポール・マンク（フランス語版） - ジャーナリスト、作家、講演家。
- アリーヌ・ヴァレット（フランス語版） - 教員。
- マルク・ド・モンティフォー（フランス語版） - 作家、自由思想家。